# Cap Point (St. Lucia)
Cap Point (auch französisch Pointe du Cap) ist der nördlichste Punkt der Insel St. Lucia. Verwaltungsmäßig gehört das Gebiet zum Quarter Gros Islet und zur Siedlung Cap Estate/Upper Saline Point.
Die Küste ist an dieser Stelle sehr steil. Vom Meer steigt direkt eine Anhöhe bis auf ca. 120 m über dem Meer an. Eine Straße führt nur bis zu Upper Saline Point.
Koordinaten: 14° 6′ 37,6″ N, 60° 56′ 40,8″ W